# 高麗村 (鳥取県)
高麗村（こうれいそん）は、鳥取県西伯郡にあった村。現在の西伯郡大山町、米子市の一部にあたる。

## 地理
孝霊山（高麗山）の北西部に位置していた。
- 海洋：日本海[3]
- 河川：阿弥陀川[3]、江東川[4]、妻木川[5]

## 歴史
- 1889年（明治22年）10月1日、町村制の施行により、汗入郡稲光村、上万村、平田村、保田村、今津村、安原村、富岡村、妻木村、荘田村、長田村が合併して村制施行し、高麗村が発足[1][2]。旧村名を継承した稲光、上万、平田、保田、今津、安原、富岡、妻木、荘田、長田の10大字を編成[2]。村役場を大字妻木に設置[6]。
- 1896年（明治29年）4月1日、郡の統合により西伯郡に所属[2]。
- 1907年（明治40年）妻木駐在所開設[6]。
- 1944年（昭和19年）高麗郵便局開設[6]。
- 1951年（昭和26年）妻木から移転し上万駐在所開設[6][7]
- 1955年（昭和30年）9月1日、村域を二分割し、大字稲光・上万・平田・保田・安原・富岡・妻木・荘田・長田は西伯郡所子村と合併し、町制施行して大山町を新設。大字今津は西伯郡淀江町、大和村、宇田川村と合併し淀江町が存続して高麗村は廃止された[1][2]。合併後、大山町大字稲光・上万・平田・保田・安原・富岡・妻木・荘田・長田、淀江町大字今津となる[2]。

### 地名の由来
高麗山の山名にちなむ。

## 産業
- 農業、養蚕[2]、漁業[8]
- 産物：米、葉煙草[2]
- 明治後半から養蚕が盛んになったが、1937年（昭和12年）に葉煙草が導入されてから衰退し、1952年（昭和27年）に消滅した[2]。

## 交通

### 港湾
- 平田漁港[3]

## 教育
- 1909年（明治42年）秀実尋常小学校を大字妻木に移転[6]。1947年（昭和22年）高麗小学校に改称[6]。
- 1949年（昭和24年）高麗中学校（大字妻木）開校[6]。